# Sporophila telasco
Sporophila telasco е вид птица от семейство Тангарови (Thraupidae).

## Разпространение
Видът е разпространен в Еквадор, Колумбия, Перу и Чили.